# Cratere Piuku
Piuku  è un cratere sulla superficie di Cerere.